# View (canção de Shinee)
"View" é uma canção de deep house interpretada pelo boy group sul-coreano Shinee. Foi lançada como single do quarto álbum de estúdio em coreano — sétimo no total — do grupo, Odd, em 18 de maio de 2015, através da SM Entertainment. Sendo composta por Kim Jong-hyun e produzida por LDN Noise, Ryan S. Jhun e Adrian McKinnon.
O vídeo musical de "View" foi o vídeo de K-pop mais assistido mundialmente no mês de maio de 2015.

## Antecedentes e lançamento
Em março de 2015, o grupo anunciou que estava preparando o lançamento de seu novo álbum depois de terminar sua turnê no Japão. Em uma conferência de imprensa Onew disse: "Estamos atualmente preparando um novo álbum na Coreia." Jonghyun continuou: "Ele vai certamente sair este ano", e Minho acrescentou: "Estamos no meio dos preparativos. Como tem sido um tempo desde nosso último álbum em coreano, estamos animado. Nós não queremos decepcionar nossos fãs, por isso estamos nos preparando para o álbum. Vamos voltar até o final do ano". Em 18 de maio, a canção foi lançada juntamente com o álbum Odd.
Em maio de 2015, o grupo explicou o motivo de ter escolhido "View" como faixa-título: "A canção-título foi escolhida cuidadosamente pelos membros através de uma votação. Nós tentamos focar em expressar a juventude, em vez da masculinidade. Também tentamos nos concentrar em mostrar um estilo livre que coincide com a nossa idade", disse Jonghyun.

## Composição
"View" em uma canção de up-tempo do gênero deep house composta por Kim Jong-hyun e produzida por LDN Noise, Ryan S. Jhun e Adrian McKinnon. A canção começa como uma balada, mas depois a batida começa a construir-se no refrão e explode com electro-house e batidas de techno. A música fala sobre ser livre, viver a vida pensando nas coisa boas (uma bela visão), sem ficar preso as normas.

## Vídeo musical
Em 19 de maio de 2015, o vídeo musical da canção foi lançado no canal oficial da SM Entertainment no YouTube. Em 26 de maio, o vídeo chegou ao topo do K-Pop Music Video Chart  do YouTube e China iQIYI’s Music Video Chart. Em 5 de junho de 2015, uma versão de dança do vídeo foi lançado, onda mostra apenas o grupo dançado em um bar abandonado.

### Enredo

Cena do grupo dançando em um bar abandonado.

Shinee está cansado e exausto de suas vidas de ídolos. Uma fã se aproxima da van e diz a Minho sobre seu plano para ajudar o grupo a "escapar", fingindo raptá-los. A garota coloca uma máscara após Minho ter visto seu rosto. As garotas entram na van e se esconde. Em seguida, elas fingem usar clorofórmio  para fazer com que pareça um sequestro e enganar a mídia fora da van (paparazzi).
O resto do vídeo mostra o grupo se divertindo como pessoas normais. Quando eles estão em loja para comprar bebidas, eles se vêem na TV. Para prevenir-se de serem reconhecidos por outras pessoas na loja, eles correm para fora. Em certo momento Jonghyun empurra uma câmera, porque não quer ser pego, já que eles estão desfrutando de sua liberdade. Um carro da polícia os vêem. Quando os garotos percebem os policiais, eles fogem porque não querem voltar para à sua vida ídolo. Eles estão se divertindo muito agora.
Jonghyun, Minho e Key vão à um clube com algumas das garotas, enquanto Onew e Taemin vão nadar com as outras. Na boate um homem agarra uma das garotas contra sua vontade. Minho fica chateado e empurra esse homem o afastado. O homem fica com raiva e quebra uma garrafa de cerveja contra a cabeça de Minho. A menina a garota então leva Minho ao banheiro para ver se ele está bem.
Depois de se divertirem, todos eles vão para um novo esconderijo (um bar abandonado), onde eles bebem um pouco mais. Key tenta ensinar uma das garotas  a coregrafia da música. Então o grupo apresenta a canção para as garotas (mas desta vez eles estão felizes de estar performando). Então, eles escutam sirenes tocando, já que a polícia finalmente os encontrou. O vídeo termina mostrando o Taemin chateado por ter sido encontrado.

## Divulgação
A canção foi apresentada ao vivo pela primeira vez na turnê Shinee World IV, em 15 de maio de 2015. O ciclo promocinal  nos programas musicais começaram em 21 de maio, no M! Countdown da Mnet. No dia seguinte, no Music Bank da KBS2. O grupo também performou a canção no Show Champion da MBC e Inkigayo da SBS em 23 e 24 de maio respectivamente.

## Desempenho nas paradas
| País           | Gráfico                 | Melhores posições |
| -------------- | ----------------------- | ----------------- |
| Coreia do Sul  | Gaon Weekly Singles     | 1                 |
| Coreia do Sul  | Gaon Monthly Singles    | 4                 |
| Coreia do Sul  | Gaon Download Singles   | 3                 |
| Coreia do Sul  | Gaon Streaming Singles  | 5                 |
| Coreia do Sul  | Gaon BGM                | 9                 |
| Coreia do Sul  | Gaon Mobile Ringtone    | 1                 |
| China          | Baidu Weekly Singles    | 8                 |
| Estados Unidos | Billboard World Digital | 2                 |

## Prêmios em programas musicais
| Programa                  | Data               |
| ------------------------- | ------------------ |
| Show Champion (MBC Music) | 27 de maio de 2015 |
| M! Countdown (Mnet)       | 28 de maio de 2015 |
| Music Bank (KBS)          | 29 de maio de 2015 |
| The Music Trend (SBS)     | 31 de maio de 2015 |
| M! Countdown (Mnet)       | 4 de junho de 2015 |
| Music Bank (KBS)          | 5 de junho de 2015 |
| The Music Trend (SBS)     | 31 de maio de 2015 |
| Show! Music Core (MBC)    | 6 de junho de 2015 |
| The Music Trend (SBS)     | 7 de junho de 2015 |
| The Show (SBS MTV)        | 9 de junho de 2015 |

## Histórico de lançamento
| País          | Data               | Formato          | Gravadora                   |
| ------------- | ------------------ | ---------------- | --------------------------- |
| Mundo         | 18 de maio de 2015 | Download digital | S.M. Entertainment          |
| Coreia do Sul | 18 de maio de 2015 | Download digital | S.M. Entertainment KT Music |